# 天阴增四
天阴增四（即14 Tau）是中国古代天阴星官（昴宿）的一颗增星，按照现代西方星座的划分，位处于金牛座。表面温度5000-6000K，色指数0.994，绝对星等约为0.993。